# Skijalište Rogla
Skijalište Rogla je jedno od značajnijih skijalište u Sloveniji, nalazi se na Pohorju na 1517 m iznad mora, približno 15 km udaljeno od Zreča. Nudi također i druge sadržaje - višenamjensku dvoranu, igrališta, stazu za skijaško trčanje i drugo.

## Skijaške staze
Skijaške staze ukupne duljine 15 km se razprostiru na 90 hektara površine između 1050 i 1517 m nadmorske visine. Uz to je u okolici i 30 km staza za skijaško trčanje i zimsko-ǉetno sanjkalište Zlodejevo (1300 m). Skijalište ima žičare (2 sedežnice, 8 vučnica sa sidrom i jedna s tanjurićima) ukupnog kapaciteta oko 15 000 skijaša na sat.
| Ime staze      | težina        |
| Uniorček 1, 2  | laka          |
| Mašinžaga 1, 2 | laka          |
| Ostruščica 1   | srednje teška |
| Ostruščica 2   | srednje teška |
| Jasa           | srednje teška |
| Jurgovo 1      | teška         |
| Jurgovo 2      | teška         |
| Jurgovo 3      | teška         |
| Planja         | laka          |
| Košuta         | laka          |

## Vanjske poveznice
- Smučišče Rogla
- Terme Zreče
- Snežne razmere na slovenskih smučiščih